# Aéroport d'Adam
L'aéroport d'Adam (code IATA : AOM • code OACI : OOAD) est un aéroport situé dans la wilayat d'Adam, à 30 km de la ville, dans la région enclavée de Ad-Dākhilīyah, à Oman, est la préfiguration de l'aéroport international opérationnel en 2014.